# کشیده‌بالان آکرائینی
 کشیده‌بالان آکرائینی(نام علمی: Acraeini) نام یک طایفه از تیره فرچه‌پایان است.